# Мэйсон, Эндрю
Эндрю Д. Мэйсон (англ. Andrew D. Mason, 1980 год, Маунт-Лебанон, Пенсильвания) — основатель и экс-гендиректор Groupon, американского сервиса коллективных скидок.

## Биография

### Ранние годы и образование
Мэйсон родился и вырос в пригороде Питтсбурга Маунт-Лебанон, штат Пенсильвания.
В 1999 году окончил школу Mt. Lebanon High School. В выпускном школьном альбоме Мэйсон был назван самым оригинальным учеником школы. Например, он как-то поклялся питаться месяц только пиццей, пытался неделю ходить босиком, а чтобы ввести в заблуждение взрослых, отрезал у кроссовок подошвы.
Мэйсон занимался предпринимательством уже в школе. Так, он покупал оптом на складе Costco кексы и конфеты, которые потом продавал в школьном кафетерии. В отличие от успешного торгового бизнеса, служба по ремонту компьютеров, которую Мэйсон организовал вместе с другом, оказалась коммерческой неудачей — у друзей было много амбиций, но мало опыта и знаний.
В 2003 году Эндрю Мэйсон окончил Северо-Западный университет, получив степень по музыке. Сначала он поступил на техническую специальность — коды для интернет-сайтов Мэйсон писал ещё подростком — потом поменял факультет. Затем занимался веб-дизайном в компании Echo Global Logistics чикагского предпринимателя Эрика Лефковфски (англ. Eric Lefkofsky).
Оставив работу у Лефкофски, Мэйсон поступил в Чикагский университет, в школу Государственной политики Харриса, где ему была предоставлена стипендия. Однако бросил учёбу уже через три месяца. Мэйсон также стажировался в известной чикагской студии звукозаписи Electrical Audio под руководством главного инженера звукозаписи Стива Альбини.

### Карьера
В 2006 году Эндрю Мэйсон устроился на работу разработчиком в компанию InnerWorkings, основанную Лейфкофски.
В 2007 году с помощью инвестиций Лефковски Мэйсон запустил свою первую веб-платформу The Point.
Идея названия пришла из книги Малкольма Гладуэлла Переломный момент. Суть состояла в том, что на сайте люди могли договариваться о проведении совместных мероприятий. Коммерческого успеха сайт не имел.
В 2008 году Эндрю Мэйсон представил публике Groupon — потребители объединялись в группы для получения скидок. Идея оказалась успешной, а Мэйсон стал миллиардером.
1 декабря 2010 The New York Times написала, что Groupon отклонила предложение Google выкупить компанию за $6 млрд.
18 декабря 2012 кабельный канал CNBC назвал Мэйсона «Худшим руководителем года».
28 февраля 2013 года Эндрю Мэйсон был уволен из Groupon. Эрик Лефковски, один из сооснователей компании, от лица совет директоров поблагодарил Мэйсона за «лидерские качества, креативность и преданность интересам Groupon». Groupon продолжит выплачивать бывшему гендиректору зарплату в течение шести месяцев. Такой же срок он сможет пользоваться медстраховкой и другими льготами. Поскольку Андрю Мэйсон зарабатывал в год только $756.72, сумма не будет слишком обременительной.
Покинув компанию, Мэйсон сохранит свою долю голосующих акций(20 %), но выйдет из совета директоров.

## Личная жизнь
Мэйсон женат на поп-фолк певице Дженни Гиллеспи(англ. Jenny Gillespie).